# 大館郷土博物館
大館郷土博物館（おおだてきょうどはくぶつかん）は、秋田県大館市にある、大館の歴史・文化・自然を展示する博物館。

## 概要
廃校となった秋田県立大館東高等学校の校舎（1993年に秋田県より譲渡移管）を利用し、1994年8月15日に建設開始、1996年4月25日に開館。1997年には収蔵庫が竣工となった。館内は本館と旧体育館を利用した吹き抜けの展示館に分かれ、先人顕彰の資料、地域特有の曲げわっぱや大館市ゆかりの画家の作品も展示している。特に先人顕彰では、郷土ゆかりの小林多喜二、上原敏、佐藤周子、山田定治などの人物を紹介している。
また、敷地内には秋田三鶏記念館があり、地元の鶏も飼育・展示している。

## 展示内容
- 展示館１階　自然・生物や農業・林業・鉱業に関する展示
- 展示館２階　考古・歴史・民俗・先人顕彰に関する展示
- 美術工芸展示室　大館市ゆかりの画家の作品を展示
- 特別展示室　遺跡発掘成果品の展示、天文写真の展示や、おひなさま展（1998年から毎年恒例となっている）などの企画展を実施
- 曲げわっぱ展示室 　日本全国のさまざまな曲げわっぱを展示（2000年4月25日オープン）
- こども科学室　「宇宙」「地球」「生命」「力」の４つのコーナーで体験展示（1997年4月25日オープン）
- 秋田三鶏記念館　秋田三鶏の増殖を図り、天然記念物としての血統を守り、多くの人々に秋田三鶏を知ってもらうための施設（2010年4月1日オープン）

## 利用情報
- 開館時間 ： 9:00〜16:30
- 休館日 ： 毎週月曜、年末年始
- 入館料 （個人）： 大人300円、高校生・大学生200円、中学生・小学生100円（大館市内の中学生・小学生は無料）
- 入館料 （団体）： 大人200円、高校生・大学生100円、中学生・小学生50円（大館市内の中学生・小学生は無料）
- 住所 ： 秋田県大館市釈迦内獅子ケ森1